# Orbite (anatomie)
Pour les articles homonymes, voir Orbite (homonymie).
Pour les articles ayant des titres homophones, voir Orbit.
En anatomie, les orbites sont les parties du squelette crânien qui constituent les deux cavités orbitaires dans lesquelles les yeux et leurs appendices sont situés. 
Elles sont situées au-dessus du massif facial.

## Étymologie
Le terme anatomique d’« orbite » pour désigner cette partie du crâne a été inventé par Gérard de Crémone.

## Structure
L'orbite forme une cavité profonde pyramidale quadrangulaire de base antérieure située de chaque côté de la cavité nasale. 
La base de la pyramide forme l'orifice orbitaire limité par quatre bords : les bords supra-orbitaire, infra-orbitaire, latéral et médial.
Les quatre faces de la pyramide forment les parois supérieure, inférieure, latérale et médiale de l'orbite.
L'orbite humaine est formée par les prolongements ou les parties de sept os : 
- l'os frontal,
- l'os zygomatique,
- l'os maxillaire,
- l'os sphénoïde,
- l'os palatin,
- l'os ethmoïde,
- l'os lacrymal.

### Bords de l'orifice orbitaire

#### Bord supra-orbitaire

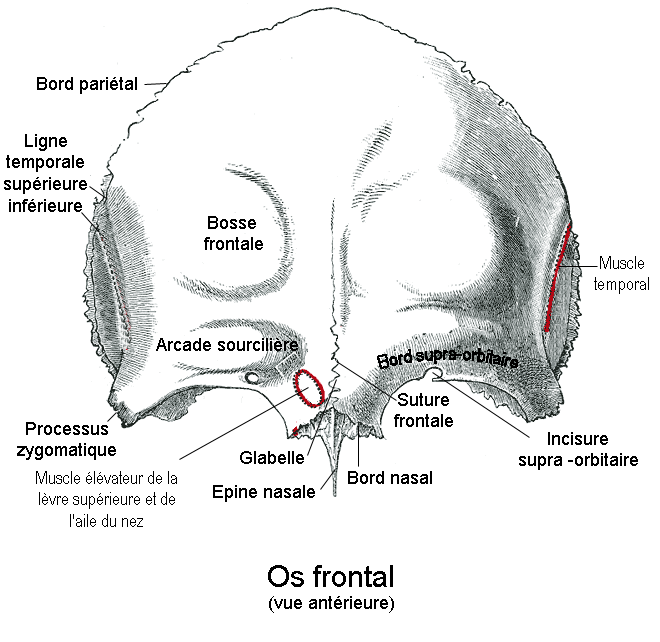

Le bord supra-orbitaire (ou bord supra-orbitaire de l'os frontal ou arcade orbitaire) est le bord supérieur de l'orifice orbitaire formé par le bord saillant situé entre la partie convexe supérieure dite portion frontale et la partie inférieure horizontale dite portion orbito-nasale de la face antérieure de l'os frontal.
Il est situé entre latéralement le processus zygomatique de l'os frontal et médialement l'épine nasale de l'os frontal.
Il est concave en bas et marqué par l'incisure supra-orbitaire.

#### Bord infra-orbitaire
Le bord infra-orbitaire est le bord inférieur de l'orifice orbitaire constitué médialement par la jonction entre la face antérieure et la face supérieure du processus zygomatique de l'os maxillaire et latéralement par le bord supérieur du processus antérieur de l'os zygomatique. 

#### Bord latéral de l'orbite
Le bord latéral de l'orifice orbitaire est constitué par le bord médial du processus supérieur de l'os zygomatique qui rejoint le processus zygomatique de l'os frontal.

#### Bord médial de l'orbite
Le bord médial de l'orifice orbitaire est formé par la crête lacrymale antérieure du processus frontal du maxillaire

### Parois de la cavité orbitaire
Les faces orbitaires qui constituent les parois de la cavité orbitale sont recouvertes de périorbite.

#### Paroi supérieure de l'orbite
La paroi supérieure de l'orbite (ou toit de l'orbite ou voûte orbitaire) est formée à l'avant par la face orbitaire de la partie orbitale de l'os frontal et à l'arrière par la face inférieure de la petite aile de l'os sphénoïde percée du canal optique.
En avant et en dehors la paroi présente la fosse de la glande lacrymale. En avant et en dedans, elle présente la fosse trochléaire.
Elle sépare l'orbite de la fosse crânienne antérieure.

#### Paroi inférieure de l'orbite
La paroi inférieure de l'orbite (ou plancher de l'orbite) est formée à l'avant médialement par la face supérieure du corps du maxillaire et latéralement par la partie inférieure de la face latérale de l'os zygomatique. En arrière, la surface non articulaire du processus orbitaire de l'os palatin complète la paroi.
Elle sépare l'orbite du sinus maxillaire.

#### Paroi latérale de l'orbite
La paroi latérale de l'orbite, épaisse et solide, est formée par la partie supérieure de la face latérale de l'os zygomatique dans son tiers antérieur, et par la grand aile de l'os sphénoïde à l'arrière.

#### Paroi médiale de l'orbite
La paroi médiale de l'orbite est formée par à l'avant la face latérale du processus frontal du maxillaire, suivi à l'arrière par la face latérale de l'os lacrymal, la lame orbitaire de l'os ethmoïde et la partie antérieure de la face latérale du corps du sphénoïde.
Sa partie antérieure est occupée par la fosse du sac lacrymal.

## Voies de communication de la cavité de l'orbite
La cavité orbitaire possède des voies de communications avec 
- la fosse crânienne antérieure  par le canal optique et par les foramens ethmoïdaux antérieur et postérieur de sa paroi médiale,
- la fosse crânienne moyenne par la fissure orbitaire supérieure,
- la fosse infratemporale par la fissure orbitaire inférieure,
- la cavité nasale par le canal lacrymo-nasal.

## Contenu de l'orbite
La cavité orbitaire contient le globe oculaire et ses annexes :
- les six muscles oculomoteurs et le muscle élévateur de la paupière supérieure,
- les nerfs oculomoteur, trochléaire et abducens,
- le nerf optique,
- l'artère et la veine ophtalmique,
- les glandes lacrymales.

## Galerie

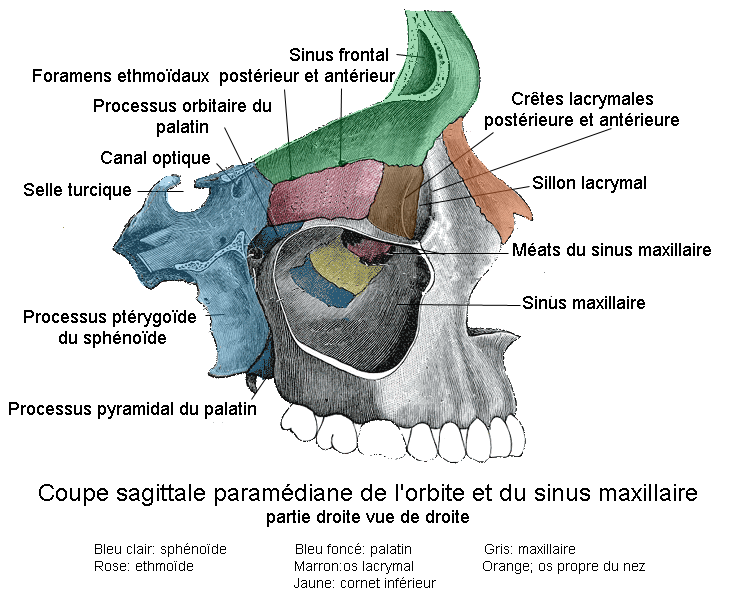

## Aspect clinique
- Exophtalmie bilatérale
  - Maladie de Basedow
- Exophtalmie unilatérale
  - Anévrisme du polygone de Willis
- Fracture du plancher de l'orbite